# 戴维·亚伯拉罕 (足球运动员)
戴維·安赫爾·亞伯拉罕（西班牙語：David Ángel Abraham，1986年7月16日—），阿根廷足球運動員，現效力阿根廷足球甲级联赛球隊飓风，司職後衛。

## 生涯
亚伯拉罕是在家乡俱乐部恰巴斯风暴（Club Atlético Hurácan Chabás）开启自己的足球生涯。他于2003年加入独立竞技，并于2005年成为主力球员。此时，他得到了阿根廷20岁以下国家足球队的征召，前往荷兰参加2005年世界青年锦标赛，并跟随队友、和等人一同夺得赛事冠军。
2007年，亚伯拉罕被租借至西乙联赛俱乐部塔拉戈納體操。但在升级未果后，他离开了该俱乐部。
亚伯拉罕于2008-09赛季与瑞超卫冕冠军巴塞尔签订了一份为期四年的合同。他于2008年7月18日完成首秀，在瑞士体育场跟随球队以2比1战胜伯尔尼年轻人。同年7月30日，他又在乌勒维以1比1战平哥德堡的欧洲冠军联赛第二圈资格赛中，完成自己的欧战首秀。他代表巴塞尔取得的首个入球是2008年9月16日在主场圣雅各布公园以1比2不敌顿涅茨克矿工的欧冠分组赛中射入。在2009-10赛季，亚伯拉罕随巴塞尔赢得双冠王，2010-11赛季则赢得瑞超冠军。2010年7月24日，他在客场对阵锡永的比赛最后一分钟射入自己的首个联赛入球，帮助巴塞尔以2比1取胜。在接下来的一个赛季，他随队第三次夺得联赛冠军并第二次捧起瑞士杯。
至2012-13赛季，亚伯拉罕转会至西甲俱乐部赫塔费，并签署了一份为期四年的合同。2013年1月，效力赫塔费仅半个赛季的亚伯拉罕被德甲俱乐部霍芬海姆1899购入，并签订了一份期至2016年6月底的合同。他于2013年5月27日对阵凯泽斯劳滕的德甲升降级附加赛次回合比赛中，射入了其加盟霍芬海姆后的首个入球。
至2015-16赛季，亚伯拉罕转会至联赛竞争对手和睦法兰克福。他签署了一份期至2018年6月30日届满的合同。而在2017年12月9日，法兰克福便提前将他的合同续签至2021年。继2017年5月在德国足协杯决赛不敌多特蒙德后，他于一年后终于赢得冠军，并在决赛中以3比1战胜拜仁慕尼黑。在这两届决赛中，亚伯拉罕都是以队长身份率领球队出战。

## 獎項
巴塞爾
- 瑞士足球冠軍：2010年、2011年、2012年
- 瑞士杯冠軍：2010年、2012年

法蘭克福
- 德國足協杯冠軍：2018年

國家隊
- U-20世界杯冠軍：2005年

## 外部連結
- fussballdaten.de：戴维·亚伯拉罕 (足球运动员)之統計數據 （德文）
- worldfootball.net：戴维·亚伯拉罕之統計數據 （英文）